# Sekou Doumbouya
Pour les articles homonymes, voir Doumbouya et Sekou.
Sekou Oumar Doumbouya, né le 23 décembre 2000 à Conakry en Guinée, est un joueur franco-guinéen de basket-ball qui évolue aux postes d'ailier et ailier fort.

## Biographie

### Ses débuts au basket-ball
Arrivé dans le Centre-Val de Loire, en France, durant son enfance, il commence le basket-ball au CJF Fleury-les-Aubrais Basket en benjamins 2 puis en minimes France. Il fait partie de la section sportive scolaire basket-ball du collège Condorcet. Puis, il intègre le pôle espoir d'Orléans en parallèle de ses études.

### Centre fédéral (2014-2016)
En 2014, il part au Centre fédéral où il joue avec les cadets France. En octobre 2015, il devient le premier joueur né en 2000 à fouler le parquet d'une des trois divisions françaises professionnelles. À la fin de la saison 2015-2016, il quitte l'INSEP en raison de problèmes disciplinaires.

### Poitiers Basket 86 (2016-2018)
Le 25 août 2016, il signe au Poitiers Basket 86 qui évolue en deuxième division du championnat de France mais il dispose de la double licence et peut jouer avec le Centre fédéral,. En octobre 2016, lors de la cinquième journée de Leaders Cup, il passe vingt minutes sur le terrain alors qu'il n'a que 15 ans et 9 mois. Ses prestations sont si intéressantes que l'entraîneur du Limoges CSP Duško Vujošević souhaite qu'il rejoigne son équipe.
En juin 2017, il prolonge son contrat avec Poitiers jusqu'à la fin de la saison 2019-2020.
En février 2018, Doumbouya bat son record de points avec 26 (à 7 sur 7 aux tirs et 9 sur 9 aux lancers-francs).
Le même mois, il participe à Basketball without Borders, une compétition entre les meilleurs jeunes joueurs nés en 2000 et 2001. Doumbouya est alors prévu comme l'un des dix premiers choix lors de la draft 2019 de la NBA.

### CSP Limoges (2018-2019)
Le 26 juin 2018, il est annoncé que Doumbouya rejoint le Limoges CSP, demi-finaliste du dernier championnat. Signe de sa progression, il intègre donc la première division.
En avril 2019, Doumbouya annonce sa candidature à la draft 2019 de la NBA.
Le 18 mai 2019, contre les Levallois Metropolitans, il bat son record de points (34) et d'évaluation en carrière (37) tout en prenant 9 rebonds et avec un taux de réussite de 72 % au tir (8/11 à deux points et 5/7 à trois points).

### Pistons de Détroit (2019-2021)
En juin 2019, Doumbouya est invité dans la Green Room lors de la draft de la NBA et est choisi en 15e position par les Pistons de Détroit.
Il joue principalement avec le Drive de Grand Rapids, équipe de G-League affiliée aux Pistons, lors de la première partie de saison. À la suite des blessures combinées de Blake Griffin, Markieff Morris et Bruce Brown, habituels membres du 5 majeur, il dispute son premier match en NBA le 23 novembre 2019. Il inscrit ses premiers points (4 points en 3 minutes) contre les Spurs de San Antonio en décembre 2019
Sa saison et sa carrière NBA débutent réellement en janvier 2020. Il réalise son premier double-double (10 points, 11 rebonds) contre les Clippers de Los Angeles en 27 minutes. Lors de ce match il défend sur Kawhi Leonard, MVP des finales en titre, et Paul George. Il enchaîne avec un second double-double deux jours après contre les Warriors de Golden State avec 16 points et 11 rebonds. Il finit sa semaine contre les Lakers de Los Angeles en défendant cette fois-ci sur LeBron James.
Début septembre 2021, Sekou Doumbouya est transféré vers les Nets de Brooklyn avec Jahlil Okafor contre DeAndre Jordan. Il est à nouveau transféré, le mois suivant, aux Rockets de Houston qui décident de ne pas le conserver.

### Lakers de Los Angeles (2021-mars 2022)
Le 13 octobre, il signe un contrat two-way avec les Lakers de Los Angeles.
Blessé, il est licencié en novembre après avoir joué seulement deux matches avec les Lakers. Il revient aux Lakers de Los Angeles mi-janvier 2022. Il est à nouveau coupé le 1er mars 2022,.

### Blue Coats du Delaware (2022-2023)
En octobre 2022, il signe en NBA G League avec les Blue Coats du Delaware.
Il remporte la NBA G League en 2022-2023. Il joue toutefois très peu avec les Blue Coats (entré en jeu dans 8 rencontres),.

### Depuis 2023
En septembre 2023, Sekou Doumbouya est en négociation avec le Maroussi Athènes, en première division grecque. Finalement, il ne s'engage pas avec ce club. Il fait également un essai avec l'AS Monaco et avec Palencia, sans succès,.
Le 23 février 2024, il s'engage jusqu'à la fin de la saison avec la Chorale de Roanne, 17e de Betclic Elite au moment de sa signature. Doumbouya pallie l'absence sur blessure de Jalen Jones,. Le 9 mars 2024, pour son deuxième match avec la Chorale, il inscrit 29 points en 28 minutes contre Le Portel. Par la suite, il marque également 29 points face à l'Élan Chalon, 33 points contre Cholet Basket ou encore 28 points sur le parquet du SLUC Nancy avec des pourcentages aux tirs toujours supérieurs à 50 %. Roanne est toutefois relégué en deuxième division.
En juillet 2024, Doumbouya rejoint pour une saison le Bàsquet Club Andorra, club de la principauté d'Andorre, qui évolue en Liga ACB, la première division espagnole.

## Clubs successifs
- 2016-2018 :  Poitiers Basket 86 (Pro B)
- 2018-2019 :  Limoges CSP (Jeep Élite)
- 2019-2021 :  Pistons de Detroit (NBA) /  Drive de Grand Rapids (G-League)
- 2021-mars 2022 :  Lakers de Los Angeles (NBA)
- 2022-2023 :  Blue Coats du Delaware (G-League)
- 2024 :  Chorale de Roanne (Betclic Elite)
- 2024-2025 :  Bàsquet Club Andorra (Liga ACB)
- depuis 2025 :  Club Sagesse (FLB Ligue)

## Équipe de France
Entre le 15 et le 17 avril 2016, il participe au tournoi de Bellegarde-sur-Valserine avec l'équipe de France des 16 ans et moins. La France termine deuxième après s'être inclinée contre la Turquie et Doumbouya est nommé dans le meilleur cinq du tournoi.
En novembre 2016, il obtient la nationalité française.
En décembre 2016, il est champion d'Europe des 18 ans et moins avec la France. Doumbouya, 3e meilleur marqueur de la compétition avec 17,8 points par rencontre (derrière le Bosnien Džanan Musa et le Letton Artūrs Strautiņš (en)), est choisi dans le meilleur cinq de la compétition avec son compatriote et MVP Frank Ntilikina, l'Allemand Isaiah Hartenstein, l'Italien Davide Moretti (en) et le Lituanien Tadas Sedekerskis (en).

## Salaire
En 2021, alors joueur chez les Pistons de Détroit en NBA, il perçoit 3 449 400 $ (soit 2,8M €) de salaire annuel.

## Statistiques

### En France
| Saison    | Équipe               | Matchs | Titul. | Min./m | % Tir | % 3pts | % LF | Rbds/m. | Pass/m. | Int/m. | Ctr/m. | Pts/m. |
| --------- | -------------------- | ------ | ------ | ------ | ----- | ------ | ---- | ------- | ------- | ------ | ------ | ------ |
| 2015-2016 | Centre fédéral (NM1) | 29     | 21     | 22,4   | 48,8  | 29,7   | 61,9 | 3,34    | 1,24    | 1,41   | 0,59   | 10,59  |
| 2016-2017 | Centre fédéral (NM1) | 3      | 1      | 20,0   | 30,0  | 7,7    | 80,0 | 4,00    | 0,33    | 0,00   | 0,33   | 7,67   |
| 2016-2017 | Poitiers (Pro B)     | 31     | 7      | 16,9   | 40,1  | 27,8   | 57,6 | 3,32    | 0,77    | 0,29   | 0,45   | 6,81   |
| 2017-2018 | Poitiers (Pro B)     | 28     | 24     | 23,2   | 39,4  | 29,3   | 79,0 | 4,14    | 1,00    | 0,64   | 0,54   | 8,46   |
| 2018-2019 | Limoges (Jeep Elite) | 28     | 12     | 19,1   | 47,7  | 34,3   | 79,3 | 3,21    | 0,75    | 0,75   | 0,50   | 7,68   |

Mise à jour le 22 mai 2019

### NBA
| Saison    | Équipe      | Matchs | Titul. | Min./m | % Tir | % 3pts | % LF | Rbds/m. | Pass/m. | Int/m. | Ctr/m. | Pts/m. |
| --------- | ----------- | ------ | ------ | ------ | ----- | ------ | ---- | ------- | ------- | ------ | ------ | ------ |
| 2019-2020 | Détroit     | 38     | 19     | 19,8   | 39,0  | 28,6   | 67,4 | 3,11    | 0,50    | 0,53   | 0,21   | 6,39   |
| 2020-2021 | Détroit     | 56     | 11     | 15,5   | 37,9  | 22,6   | 70,3 | 2,55    | 0,84    | 0,43   | 0,16   | 5,09   |
| 2021-2022 | L.A. Lakers | 2      | 0      | 8,2    | 62,5  | 50,0   | 75,0 | 3,00    | 0,00    | 1,50   | 1,00   | 7,00   |
| Total     | Total       | 96     | 30     | 17,1   | 38,8  | 25,6   | 69,3 | 2,78    | 0,69    | 0,49   | 0,20   | 5,65   |

Mise à jour le 12 juin 2022

## Records sur une rencontre en NBA
Les records personnels de Sekou Doumbouya en NBA sont les suivants, :
| Type de statistique        | Saison régulière | Saison régulière           | Saison régulière |
| Type de statistique        | Record           | Adversaire                 | Date             |
| -------------------------- | ---------------- | -------------------------- | ---------------- |
| Points                     | 24               | @ Celtics de Boston        | 15 janvier 2020  |
| Paniers marqués            | 10               | @ Celtics de Boston        | 15 janvier 2020  |
| Paniers tentés             | 15               | @ Grizzlies de Memphis     | 3 février 2020   |
| Paniers à 3 points réussis | 4                | @ Warriors de Golden State | 4 janvier 2020   |
| Paniers à 3 points tentés  | 7                | 2 fois                     | 2 fois           |
| Lancers francs réussis     | 3                | 4 fois                     | 4 fois           |
| Lancers francs tentés      | 4                | 5 fois                     | 5 fois           |
| Rebonds offensifs          | 4                | 2 fois                     | 2 fois           |
| Rebonds défensifs          | 10               | @ Warriors de Golden State | 4 janvier 2020   |
| Rebonds totaux             | 11               | @ Clippers de Los Angeles  | 2 janvier 2020   |
| Passes décisives           | 3                | Bucks de Milwaukee         | 20 février 2020  |
| Interceptions              | 3                | @ Cavaliers de Cleveland   | 7 janvier 2020   |
| Contres                    | 2                | Cavaliers de Cleveland     | 27 janvier 2020  |
| Balles perdues             | 3                | 5 fois                     | 5 fois           |
| Minutes jouées             | 38               | @ Warriors de Golden State | 4 janvier 2020   |

- Double-double : 2
- Triple-double : 0

Dernière mise à jour : 9 novembre 2020

## Palmarès et distinctions personnelles
- Médaille d’or au Championnat d'Europe des moins de 18 ans en 2016.

- Champion NBA G League 2022-2023.

- Élu joueur du mois du championnat de France : avril 2024.